# Akechi Mitsutsuna
Akechi Mitsutsuna est un nom japonais traditionnel ; le nom de famille (ou le nom d'école), Akechi, précède donc le prénom (ou le nom d'artiste).
Akechi Mitsutsuna (明智 光綱, 22 septembre 1497-12 septembre 1535) est un important obligé du clan Toki à la fin de la période Sengoku du Japon médiéval. Il est le père d'Akechi Mitsuhide.

## Source de la traduction
- (en) Cet article est partiellement ou en totalité issu de l’article de Wikipédia en anglais intitulé « Akechi Mitsutsuna » (voir la liste des auteurs).